# Дракула (пещера)
Вижте пояснителната страница за други значения на Дракула.
Дракула (на румънски: drakule – чудовище, змей, дракон) е името на пещера, разположена на около километър югозападно от село Разбоище, България. В нея, според старинно предание е било леговището на легендарен дракон. Пещерата е картографирана за първи път на 13 април 1997 г.

## Местоположение
Пещерата се намира от южната страна на връх Тупаник (Тупанъц), в горната част на скален венец, там където започва стръмното скално спускане към дерето на река Дракул. Входът ѝ се намира на височина около 60 метра над реката с изложение на изток и се вижда от далече, откъм посока югозападно от село Разбоище. Преходът от селото до пещерата е около 1,5 км, като се минава почти само през ливади по хоризонтални пътеки.
Ако под пещерата се продължи нагоре срещу течението на реката, след около 20 минути се достига до природната забележителност Котлите („водопадът на Дракула“).

## Описание
Пещерата е суха, хоризонтална и къса, с дължина от 42 метра и ширина 3 метра. Входът ѝ е голям с широк свод достигащ на височина около 5 метра, а вътрешността ѝ е с висока основна галерия, завършваща с наклонен възходящ комин, използван за убежище през лятото от колония прилепи. От лявата страна се намира едно късо и тясно разклонение. Подът ѝ е покрит основно с пръст и дребни скални късове, а в края на пещерата подът е от глина.
Няма следи от изветряне, както и от срутвания във вътрешността на пещерата.
Входът на пещерата е използван от овчари за подслон. Местните хора я знаят добре и вероятно поради тази причина в нея има следи от засилена иманярска дейност. На лявата стена в преддверието на пещерата е издраскан огромен графит с жълт спрей – свидетелство за вандализъм.